# Belkıs Dilligil
Belkıs Dilligil (bürgerlich Belkıs Bergüzar Fırat; * 14. Februar 1929 in Istanbul; † 14. Mai 1995 ebenda) war eine türkische Schauspielerin.

## Leben und Karriere
Dilligil wurde am 19. Februar 1929 in Istanbul geboren. Sie absolvierte das Fatih-Gymnasium. Ihr Debüt gab sie 1950 in dem Film Oğlum İçin. Im Laufe ihrer Karriere wirkte sie in zahlreichen Filmen mit, darunter Korkusuz Korkak, Yedi Bela Hüsnü und Çarıklı Milyoner. 1956 heiratete sie den Theaterregisseur Avni Dilligil. Das Paar hat zwei Kinder.
Am 10. Mai 1995 erlitt sie bei einem Autounfall auf der Bosporus-Brücke schwere Verletzungen und verstarb vier Tage später, am 14. Mai 1995, im Alter von 66 Jahren. Sie wurde auf dem Karacaahmet-Friedhof in Istanbul beigesetzt.

## Filmografie (Auswahl)
- 1950: Oğlum İçin
- 1950: Yüzbaşı Tahsin
- 1951: Beni Mahvettiler
- 1953: Köprüaltı Çocukları
- 1954: Bir Şoförün Hayatı
- 1954: Evlat Acısı
- 1955: Izdırap Şarkısı
- 1955: Karacaoğlan
- 1955: Yetim Yavrular
- 1956: Ana Hasreti
- 1961: Bir Demet Yasemen
- 1965: Bir Gönül Oyunu
- 1973: İki Süngü Arasında
- 1973: Şaban İstanbul'da
- 1986: Himmet Ağa'nın İzdivacı
- 1986: İhanetin Darbesi
- 1987: Damga
- 1992: Yalnızız
- 1993: Yorgun Savaşçı